# Narciso Sánchez Aparicio
Narciso Sánchez Aparicio (Santa Clara, Cuba, 17 de julio de 1888 - Córdoba, España, 17 de enero de 1940) fue un militar español que participó en la guerra del Rif y en la guerra civil española.

## Biografía
Fue militar profesional. Tomó parte en la guerra de Marruecos, durante la cual fue hecho prisionero por los rifeños durante el desastre de Annual.
Tras el estallido de la guerra civil se mantuvo fiel a la República. Ostentando el rango de comandante, en julio de 1936 el gobierno republicano le encargó la organización de milicias. Llegó a mandar el 4.º batallón de las MAOC, actuando en la zona de operaciones del centro. Estuvo destinado en el Estado Mayor del Quinto Regimiento, a las órdenes de Vittorio Vidali. Más adelante pasó a estar al frente de la Dirección general de transportes del Ejército. En la primavera de 1938 asumió la jefatura de Estado Mayor del XVII Cuerpo de Ejército. Posteriormente pasó a ejercer como jefe de Estado Mayor del XXIII Cuerpo de Ejército, puesto en el que se mantuvo hasta el final de la contienda.
Fue hecho prisionero por los franquistas, siendo juzgado y fusilado el 17 de enero de 1940 en el campo de tiro de Casillas, Córdoba (España).